# Agustín Parra Dueñas «Parrita»
Agustín Parra Dueñas conocido como Parrita en los carteles (Madrid; 24 de mayo de 1924 -Ibidem; 6 de junio de 1994) fue un matador de toros español. Desarrolló su carrera entre los años cuarenta y cincuenta. Salió por la puerta grande de Las Ventas en cuatro ocasiones. Fue líder del escalafón taurino en una ocasión.

## Biografía
Se crio en un ambiente taurino ya que su padre era banderillero y entre su familia se encontraban banderilleros, picadores y matadores, todos con el apodo Parrita, destacando su tío que pertenecía a la cuadrilla de Manolete. Debutó como novillero en la Plaza de Las Ventas 13 de julio de 1944, donde le acompañaron Luis Miguel Dominguín y Rafael Martín Vázquez. 
Tomó la alternativa en Valencia el 6 de mayo de 1945, teniendo como padrino a Manolete, mientras que Carlos Arruza lo acompañaba como testigo. El 30 de mayo de 1945 confirmó la alternativa en la Las Ventas, de nuevo con Manolete junto a Armillita y Domingo Ortega. Salió por la puerta grande de Las Ventas en cuatro ocasiones, en 1946, 1947, 1948 y 1950. Fue un torero de interés para la fiesta, y encabezó escalafón una vez en 1947 (con 71 corridas). Entre las cogidas más graves se cuentan la de Requena ante toros de Alipio Pérez Tabernero, el 31 de agosto de 1949 y de El Espinar el 15 de agosto de 1950, con gravísimos daños en el pulmón, que le dejó fuera de la temporada de aquel año. Se retiró el 28 de septiembre de 1952, en Barcelona, en la corrida donde tomó la alternativa del venezolano César Girón actuando él como testigo y Carlos Arruza como padrino.
Fue intervenido quirúrgicamente en el mes de agosto de 1994 de una afección cardíaca en un hospital de Madrid. Falleció en Madrid a los setenta años un mes después, el 6 de septiembre de 1994. a consecuencia de las complicaciones cardiorrespiratorias padecidas tras la intervención quirúrgica. Sus restos fueron incinerados en el cementerio de la Almudena el 7 de septiembre.

## Vida privada
Se casó con Encarnación Vargas Molina, sobrina de Manolete, en 1953 y tuvieron tres hijos: Encarnación, el también torero Agustín y Manuel.